# Banda Melis
La Banda Melis è stata una banda di patrioti italiani attiva in Valnerina e nello spoletino tra il settembre ed il gennaio del 1943.
Prende il nome dal comandante, Capitano Ernesto Melis che, insieme ad altri ufficiali del Regio Esercito, costituisce la formazione nei pressi della Forca di Cerro, tra Spoleto e la Valnerina il 19 settembre 1943. Diversamente da altre formazioni partigiane umbre, la Banda Melis si caratterizza per la sua natura apolitica e per il rispetto, da parte dei membri, dei codici e dei regolamenti del Regio Esercito Italiano.
Faceva capo al Fronte Militare Clandestino del colonnello Giuseppe Cordero Lanza di Montezemolo. Una banda irregolare, come tutte le formazioni partigiane di qualunque colore, forse si ispira alla analoghe esperienze in A.O.I. (cfr. Amedeo Guillet) dopo la conquista britannica delle colonie italiane.
La banda arriverà a contare più di 150 elementi ai quali si aggiunge a fine ottobre una componente slava e britannica, formata da ex prigionieri di guerra evasi dal carcere di Spoleto grazie anche all'aiuto del Direttore, padre dello stesso Melis. Il comando della banda ha sede in località Gavelli, paese della Valnerina sul Monte Coscerno.
I primi scontri con reparti tedeschi sono alla fine di settembre, e le azioni del capitano Melis assumono grande risonanza popolare. 
La banda aiuta anche prigionieri Alleati a superare le linee. Poi, in ottobre i primi contatti con realtà della resistenza locale come ad esempio il gruppo di comunisti e socialisti ternani guidati da Alfredo Filipponi della Brigata Garibaldi "Antonio Gramsci", le prime divergenze sulla conduzione della guerra e la rottura con un gruppo di ex prigionieri jugoslavi capeggiato da Svetozar Lakovic (Toso) che, insofferente alla disciplina militare, fedele al Partito Comunista Jugoslavo di Josip Broz Tito, era contrario alla fedeltà di Melis ai monarchi del Regno d'Italia, abbandona Gavelli.
Le ultime attività della Brigata "Melis" si concentrano fra novembre '43. A metà di novembre, infatti, Melis è costretto a sciogliere la formazione a causa della cattura dei suoi familiari da parte delle autorità fasciste repubblicane del prefetto Armando Rocchi. 
I militari del gruppo continuano però a battersi, chi in gruppo di autonomi chi confluendo, ad esempio, nella Brigata Garibaldi "Antonio Gramsci" e nella 4ª Brigata Garibaldi di Foligno.
Tra i membri della Banda Melis figura anche una medaglia d'oro al valor militare: il patriota Paolo Schiavetti Arcangeli.